# Козеренко Ольга Павлівна
Козеренко Ольга Павлівна — провідний науковий співробітник відділу «Психофізіологія і оптимізація професійної діяльності операторів» Державного наукового центру Російської Федерації — Інституту медико-біологічних проблем. Кандидат медичних наук, старший науковий співробітник. Дійсний член Російської Академії космонавтики імені К. Е. Ціолковського.

## Життєпис
Народилась в 1935 році в Києві. У дитячі роки відвідувала музичну школу, мала успіхи в художній гімнастиці, життя вирішила присвятити медицині.
У 1959 році Ольга Козеренко закінчила Київський медичний інститут імені академіка Богомольца Олександра Олександровича за спеціальністю «лікувальна справа». Через рік переїхала до Москви.
1961 рік — прийнята на роботу до Військового інституту авіаційної та космічної медицини як молодший науковий співробітник психологічної лабораторії (завідувач професор Горбов Федір Дмитрович).
У 1964 році в складі лабораторії Горбова була переведена у новостворений Інститут медико-біологічних проблем МОЗ СРСР. Свій науковий шлях Ольга розпочала на посаді молодшого наукового співробітника. Далі — завідувачка лабораторією, провідний науковий співробітник.
В Інституті медико-біологічних проблем пропрацювала понад 40 років. Розроблена нею система психологічної підтримки космонавтів в польоті застосовувалася з 1980-х років, а багато її розробок використовуються донині.

## Сфера наукових інтересів
Співавтор методології досліджень психічної адаптації в незвичайних умовах життєдіяльності людини. Нею проведено великий обсяг наукових досліджень в модельних і реальних умовах діяльності космонавтів, військового контингенту, спортсменів.
Сформулювала концепцію та розробила комплекс заходів щодо психологічної підтримки космонавтів в польоті. Під її керівництвом здійснювався психологічний супровід всіх основних експедицій на орбітальних комплексах «Салют-6», «Салют-7», «Мир», а нині — екіпажів МКС (міжнародних космічних станцій).

## Нагороди та відзнаки
- Значок «Відмінник охорони здоров'я», 1970 р. — За участь в медичному забезпеченні відбору і підготовки космонавтів.
- Медаль «За трудову доблесть», 1978 р. — За участь в медичному забезпеченні космічних польотів і забезпеченні наукової програми «Інтеркосмос».
- Медаль «25 років польоту Ю. О. Гагаріна» Федерації космонавтики СРСР, 1986 — За успіхи, досягнуті в медичному забезпеченні тривалих космічних польотів.
- Медаль ордена «За заслуги перед Вітчизною» II ст., 1996 р. — за участь в медичному забезпеченні польотів міжнародних екіпажів на орбітальному кораблі «Мир».
- Медаль «В пам'ять 850-річчя Москви».
- 2 бронзових медалі ВДНГ, 1982 і 1987 р.р. — за участь в підготовці стендів щодо психологічного забезпечення космічних польотів і психологічної підтримки екіпажів.
- Медаль «Ветеран праці».
- Посвідчення Учасника ліквідації наслідків аварії на ЧАЕС, 1987 рік.
- Диплом польського Військового інституту авіаційної медицини — призове місце за кращу наукову публікацію в журналі «Medycyna lotnicza».

## Цікаві факти з роботи
На Ользі відпрацьовувалася частина експериментів, через які потім довелося пройти членам сформованої в 1962 році жіночої групи при першому загоні космонавтів.
Ольга Павлівна брала участь в медичному забезпеченні польоту Валентини Терешкової, а під час старту космічного корабля «Восток-6» перебувала на космодромі Байконур.

## Публікації
Результати роботи відображені в більше ніж 100 публікаціях і неодноразово доповідалися на зборах наукової громадськості.
- Козеренко О. П. Психологическая поддержка космических экипажей / Космические технологии человеку на Земле / Материалы научных чтений, посвященных 40-летию первого полета Человека в Космос. М. 2001. С.49-52.
- Козеренко О. П., Следь А. Д., Мирзаджанов Ю. А. Психологическая поддержка экипажей. /Орбитальная станция «Мир». Космическая биология и медицина. М., 2001. Т.1. С.365-377.
- Козеренко О. П., Холланд А. В. Психологическая поддержка экипажей / «Космическая биология и медицина» (Совместное российско-американское издание). М., 2004